# ليبيا تحت الإدارة البريطانية
الإدارة العسكرية البريطانية في ليبيا كانت تضم السيطرة البريطانية العسكرية على مناطق برقة وطرابلس في ليبيا الايطالية السابقة حيث حُكمت بريطانياً من 1942 حتى استقلال ليبيا في عام 1951. وكان ذلك جزءا من إدارة الحلفاء لليبيا.

## تاريخ

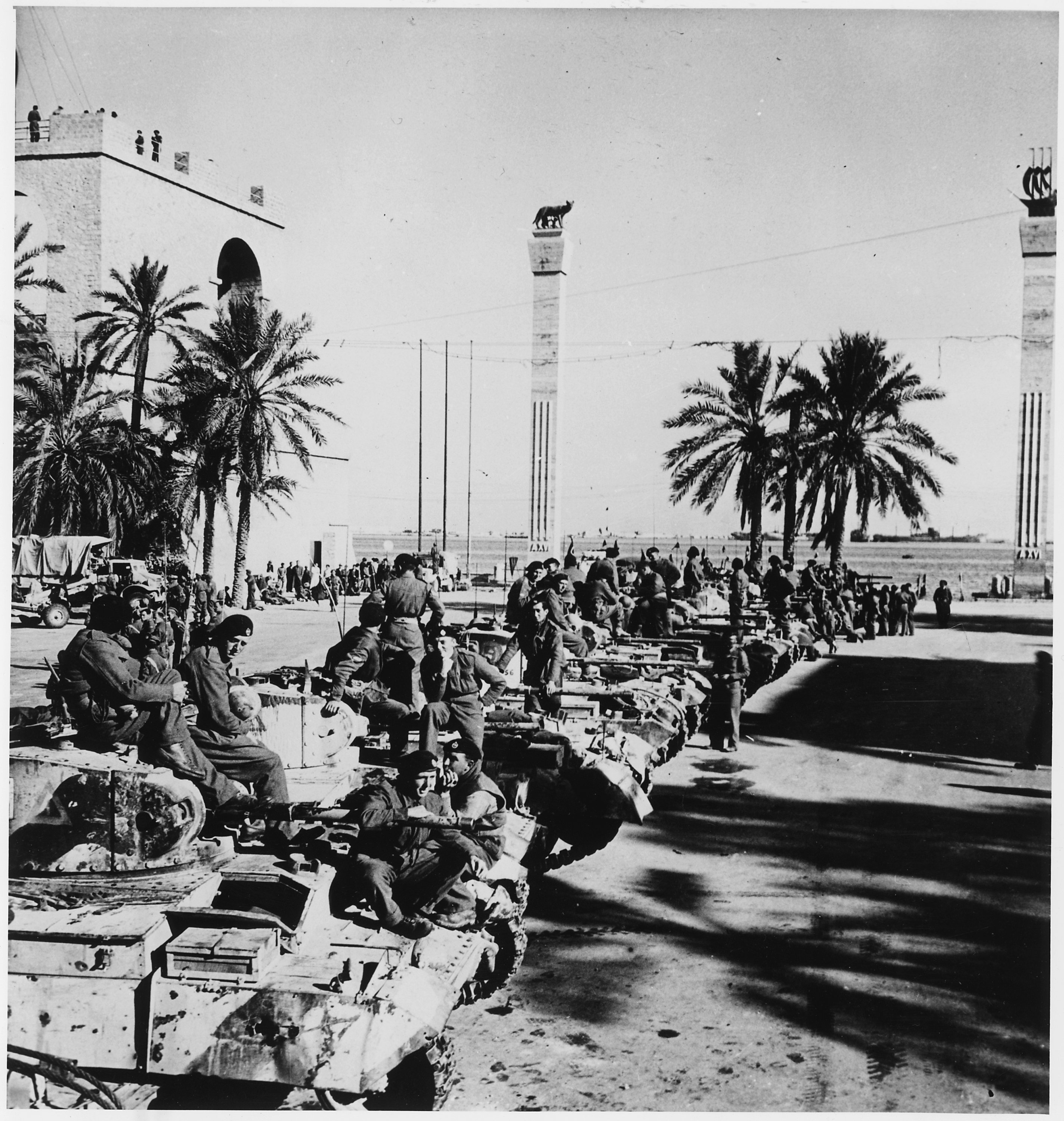
مدرعات وجنود بريطانيون في وسط مدينة طرابلس بعد احتلال المدينة في الحرب العالمية الثانية - ديسمبر 1942

في نوفمبر عام 1942، احتلت قوات الحلفاء برقة. وبحلول فبراير 1943، تم طرد الجنود الألمان والإيطاليين من ليبيا وبدء الاحتلال الحلفاء لليبيا.
بقيت طرابلس وبرقة تحت الإدارة البريطانية، في حين سيطرت فرنسا على فزان. في عام 1944 عاد إدريس السنوسي من منفاه في القاهرة لكنه رفض استئناف الإقامة الدائمة في برقة حتى تم في 1947 إزالة بعض جوانب السيطرة الأجنبية. وفقا لأحكام معاهدة 1947 للسلام مع الحلفاء فان إيطاليا كانت تأمل في الحفاظ على مستعمرتها في إقليم طرابلس في حين أرادت فرنسا الاحتفاظ بفزان، تخلت عن كل مطالبها في ليبيا. لذلك بقيت ليبيا موحدة.
كان التصرف في المستعمرة الإيطالية السؤال الذي كان لا بد من النظر فيها قبل أن يتم الانتهاء من معاهدة سلام تنهي رسميا حالة الحرب مع إيطاليا. من الناحية التقنية حينها، ظلت ليبيا ملكا لإيطاليا وتدار من قبل كل من بريطانيا وفرنسا، ولكن في مؤتمر بوتسدام عام 1945 والذي ضم الحلفاء (بريطانيا،الاتحاد السوفيتي والولايات المتحدة) اتفق المجتمعون على أن المستعمرات الإيطالية التي احتلت خلال الحرب لا يجب أن تعاد إلى إيطاليا. تم منح تفويض بمزيد من النظر في هذه المسألة إلى مجلس وزراء خارجية الحلفاء، والذي ضم الممثل الفرنسي.
فضل جميع أعضاء المجلس في البداية شكلا من أشكال الوصاية، فقد اقترحت الولايات المتحدة الوصاية على البلاد بأكملها تحت سيطرة الأمم المتحدة، المقترح الذي أصبح لاحقاً فعالاً في أكتوبر 1945 ليؤهل البلاد للحكم الذاتي. فيما اقترح الاتحاد السوفيتي الوصاية على كل منطقة على حدة. مدعياً طرابلس لنفسه وأن تكون فزان لفرنسا وبرقة لبريطانيا. فرنسا، والتي رأت أن لانهاية للمناقشات، دعت إلى إعادة الأراضي إلى إيطاليا. للخروج من المأزق، فيما أوصت بريطانيا أخيرا بمنح الاستقلال الفوري لليبيا.
في عام 1949 تم إنشاء إمارة برقة وظلت طرابلس فقط تحت الإدارة العسكرية البريطانية المباشرة. وبعد ذلك بعام، في عام 1950، استبدل الحكم العسكري بالحكم المدني.
مثل إدريس السنوسي المسلم الصوفي أمير برقة وحامل لواء السنوسية، مثل ليبيا في مفاوضات الأمم المتحدة، وفي 24 ديسمبر 1951، أعلنت ليبيا استقلالها.